# Squalidus intermedius
Squalidus intermedius е вид лъчеперка от семейство Шаранови (Cyprinidae).

## Разпространение
Видът е разпространен в Китай (Вътрешна Монголия, Гансу, Съчуан, Хъбей, Хънан, Цинхай, Шандун, Шанси и Шънси).

## Описание
На дължина достигат до 8 cm.